# Лавров, Михаил Васильевич
Михаил Васильевич Лавров (1911—1969) — советский хозяйственный, государственный и политический деятель.
Окончил Рыбинский авиамоторостроительный техникум (1930); Всесоюзный заочный машиностроительный институт (1952), инженер-механик.

## Биография
Родился в 1911 году в Рыбинске. Член КПСС.
В 1930—1941 гг. — на заводе № 8 им. М. И. Калинина (г. Подлипки, Московской области): станочник, механик цеха, начальник пролёта, заместитель начальника цеха, начальник цеха; в 1941—1969 гг. — на заводе № 8 им. М. И. Калинина (Свердловск): начальник механосборочного производства, главный инженер, с 1957 года — директор.
Участник и руководитель создания артиллерийских систем КС-18, КС-19, КС-30, 90-К, КСМ-65, ракет 3м8, пусковых установок комплексов «Круг» и «Куб»; противолодочных комплексов «Вьюга».
Награждён орденами Ленина (05.08.1944, 1962, 1966), Красной Звезды (12.05.1941), Отечественной войны I степени (09.07.1945), Трудового Красного Знамени (03.06.1942), медалями.
Умер в Свердловске в 1969 году. Похоронен на Широкореченском кладбище.

## Память
До 1994 года имя Лаврова носил Уральский центр народного искусства.